# ラーマ・モコーニョ
ラーマ・モコーニョ（伊: Lama Mocogno）は、イタリア共和国エミリア＝ロマーニャ州モデナ県にある、人口約2,600人の基礎自治体（コムーネ）。

## 地理

### 位置・広がり

#### 隣接コムーネ
隣接するコムーネは以下の通り。
- モンテクレート
- パラーガノ
- パヴッロ・ネル・フリニャーノ
- ポリナーゴ
- リオルナート

### 気候分類・地震分類
ラーマ・モコーニョにおけるイタリアの気候分類 (it) および度日は、zona F, 3388 GGである。
また、イタリアの地震リスク階級 (it) では、zona 3 (sismicità bassa) に分類される。

## 行政

### 分離集落
ラーマ・モコーニョには、以下の分離集落（フラツィオーネ）がある。
- Barigazzo, Borra, Cadignano, La Santona, Mocogno, Montecenere, Piane di Mocogno, Pianorso, Sassostorno, Vaglio, Valdalbero